# Daegu University
Daegu University (w zależności od latynizacji koreańskiej nazwy Daegu University lub Taegu University) – prywatny uniwersytet w Korei Południowej. Główny kampus zlokalizowany jest w mieście Gyeongsan na przedmieściach Daegu, od którego bierze swoją nazwę uczelnia. Prezydentem jest dr Yong-Doo Lee.

## Historia
Uczelnia została otwarta 1 maja 1956 roku jako Koreański Instytut Pracy Socjalnej (en. Korea Social Work Institute). Założycielem był Young Shik Rhee. Była to pierwsza w Korei szkoła wyższa, kształcąca kadry do pracy z sierotami i dziećmi niepełnosprawnymi.
W 1961 roku nastąpiło przekształcenie Instytutu w Koreański College Pracy Socjalnej (en. Korea Social Work College).

W 1964 roku otwarto pierwsze studia licencjackie.

W 1973 roku otwarto na uczelni pierwszy wydział kształcący w trybie programu magisterskiego.

W 1979 roku uczelnia przeniosła się do kampusu w mieście Gyeongsan.

W 1981 roku zmieniono nazwę na Daegu University oraz otwarto pierwszą w Korei bibliotekę dla osób niewidomych z książkami brajlowskimi.

W 2011 roku uczelnia rozpoczęła kształcenie studentów z niepełnosprawnością intelektualną w ramach programu K-PACE, odpowiednika PACE przy National-Louis University.

## Studia
Koreański system szkolnictwa wyższego zorganizowany jest podobnie do amerykańskiego. Obowiązuje podział na studia licencjackie, magisterskie i doktoranckie. W obu pierwszych przypadkach kształceniem zajmują się inne wydziały nazywane, odpowiednio: College'ami i Graduated School (w wolnym tłumaczeniu: szkoła magisterska).

### Studia licencjackie
W języku angielskim noszą nazwę undergraduate programs. Można je podjąć na College'ach:
- College Humanistyczny (ang. College of Humanities)
- College Prawa (ang. College of Law)
- College Administracji Publicznej (ang. Collage of Public Administration)
- College Ekonomii i Zarządzania (ang. College of Economics and Business Administration)
- College Stosowanych Nauk Społecznych (ang. College of Social Sciences)
- College Nauk Ścisłych (ang. College of Natural Sciences)
- College Inżynieryjny (ang. Collage of Engineering)
- College Informatyczny i Telekomunikacyjny (ang. College of Information and Communication Engineering)
- College Ochrony Środowiska (ang. College of Life & Environmental Science)
- College Sztuk Pięknych (ang. College of Art and Design)
- College Pedagogiczny (ang. College of Education)
- College Rehabilitacji (ang. College of Rehabilitation Sciences)
- Instytut Promocji Zdrowia (ang. Division of Health Science)

### Studia magisterskie
W języku angielskim nazywa się je postgraduate programs. Można je podjąć w Graduate School:
- Szkoła Pracy Socjalnej (ang. Graduate School of Social Welfare)
- Szkoła Pedagogiczny (ang. Graduate School of Education)
- Szkoła Informatyczny (ang. Graduate School of Industrial Information)
- Szkoła Rehabilitacji (ang. Graduate School of Rehabilitation Science)
- Szkoła Pedagogiki Specjalnej (ang. Graduate School of Special Education)
- Szkoła Administracji Publicznej (ang. Graduate School of Public Administration)
- Szkoła Handlu Międzynarodowego (ang. Graduate School of International Business)
- Szkoła Sztuki Użytkowej (ang. Graduate School of Design)

## Studenci z zagranicy
Daegu University prowadzi prężną politykę pozyskiwania studentów z zagranicy. Prowadzona jest intensywna kampania marketingowa w Stanach Zjednoczonych. Obecnie największą grupą studentów spoza Korei stanowią Chińczycy (z Chińskiej Republiki Ludowej). Podpisane są również porozumienia z Północnokoreańskim Czerwonym Krzyżem w zakresie wymiany studenckiej.
W roku 2008 studiowało na uczelni 600 studentów zagranicznych. Plany zakładają, że do roku 2010 będzie ich 2000. Rozbudowany został w tym celu przeznaczony dla nich internat.
Dla studentów nie znających języka koreańskiego oferowane są kursy o różnej intensywności i poziomie.

## Sława
Znani ludzie na uniwersytecie w Daegu
- Park Chang-geun / Piosenkarka / Debiut 1999 1. album [Anti Mythos] / 2021 TV Chosun Jutro jest zwycięzcą National Singer
- Bae Jin-woong / Aktor filmowy / 30 października 1982 / Debiutancki film z 2011 r. „Money Bag”
- Yoon Jin-young / Aktor filmowy, komik / 1982. 11. 30.
- Chu Chang-min / Reżyser filmowy / Debiut 2000 Krótkometrażowy film „The End of April”